# Sklavenaufstände im Römischen Reich
Die Sklavenaufstände im Römischen Reich, genannt auch Sklavenkriege, waren eine Reihe von Revolten am Ende der Römischen Republik.

## Vorgeschichten
Während in der Frühzeit des Römischen Reiches der Sklavenbedarf hauptsächlich durch Schuldsklaverei gedeckt wurde, änderte sich dies nach dem Zweiten Punischen Krieg stark. Durch die versklavten Kriegsgefangenen stieg das Angebot und durch eine weitere Folge des Krieges vergrößerte sich auch die Nachfrage: Besonders die Bauern verzeichneten hohe Verluste, so dass Großgrundbesitzer die leerstehenden Güter aufkauften und für die Bewirtschaftung große Mengen an Sklaven benutzten.
Viele Unfreie wurden auch in den Bergwerken beschäftigt. So arbeiteten nach Polybios in den Silberbergwerken in Carthago Nova bis zu 40.000 Mann. Besonders dort wurden sie hemmungslos ausgebeutet: Varro nennt sie beispielsweise instrumenti genus vocale („sprechende Werkzeuge“) und vom älteren Cato wird berichtet, dass er seine Sklaven schon bei den geringsten Fehlern auspeitschen ließ. Sie mussten meist in Ketten arbeiten und kranken Sklaven gab er nicht ihre volle Lebensmittelration. Bei größeren Vergehen wurden sie gefoltert oder gekreuzigt.

## Sklavengruppe

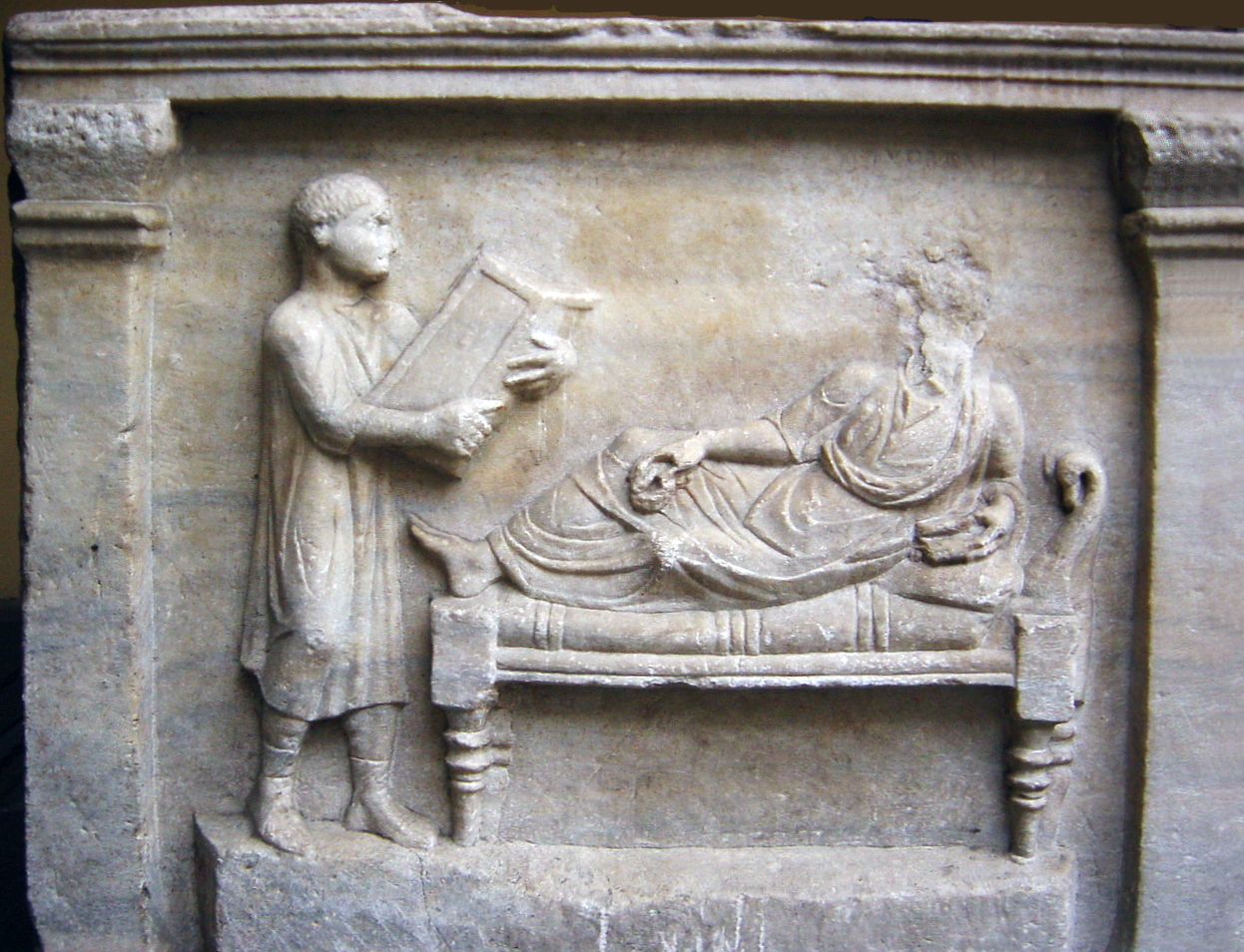
Ein Sklave bringt seiner Herrin eine Tafel zum Schreiben.

Alle Revolten zwischen 120 und 71 v. Chr. wurden von ländlichen Sklaven ausgelöst. Ihre Erbitterung ist vor allem auf zwei Punkte zurückzuführen: Erstens auf ihre schlechte Behandlung und zweitens darauf, dass viele von ihnen vorher freie Bürger in den hellenistischen Staaten gewesen waren.
Die städtischen Sklaven, die zwar zu Revolten fähig gewesen wären, wurden meist nicht so schlecht behandelt, und oft wurde ihnen auch die Freilassung in Aussicht gestellt, so dass sie lieber darauf warteten. Unter den ländlichen Sklaven revoltierten besonders häufig Hirten, die zur Ausübung ihres Berufes verhältnismäßig viele Freiräume hatten, oder, wie im Fall des Spartacus, Gladiatoren. Die Kommunikationsmöglichkeiten der Sklaven waren aber eingeschränkt, so dass die Unruhen immer nur lokal aufflammen konnten. Die ersten Revolten trafen die römische Gesellschaft überraschend, und anfangs wurden sie in ihrer Gefahr stark unterschätzt.
Nachdem der König von Pergamon in Kleinasien, Attalos III. († 133 v. Chr.), sein Königreich an Rom vererbt hatte, gab es durch seinen Nachfolger Aristonikos Kämpfe, die möglicherweise Sklavenbefreiung als Teilziel hatten.

## Erster Sklavenkrieg
Der erste Sklavenkrieg fand zwischen 136 und 132 v. Chr. auf Sizilien statt. Eine Gruppe schlecht behandelter Sklaven eroberte die Stadt Enna und ernannte ihren Anführer, den Syrer Eunus, zum König. Sie gaben ihm den seleukidischen Königsnamen Antiochos. Nachdem sie sich einer anderen Gruppe unter der Führung des Kilikiers Kleon angeschlossen hatten, schlugen die Aufständischen zwischen 136 und 135 vier römische Prätoren und um 134 und 133 zwei Konsuln. Nachdem sich immer mehr Sklaven angeschlossen hatten, wuchs die Zahl der Aufständischen auf angeblich 200.000 Mann. Erst als 132 v. Chr. das römische Militär unter dem Konsul Publius Rupilius eingriff und die Städte Tauromenium und Enna eroberte, konnten die Unruhen niedergeschlagen werden. Der Überlieferung nach wurden 20.000 der Unterlegenen von Felsen gestürzt oder gekreuzigt. Auch in anderen Regionen wie auf Delos, in Attika, Sinuessa, Minturnae und im westlichen Kleinasien entbrannten um 130 v. Chr. kleinere Konflikte.

## Zweiter Sklavenkrieg

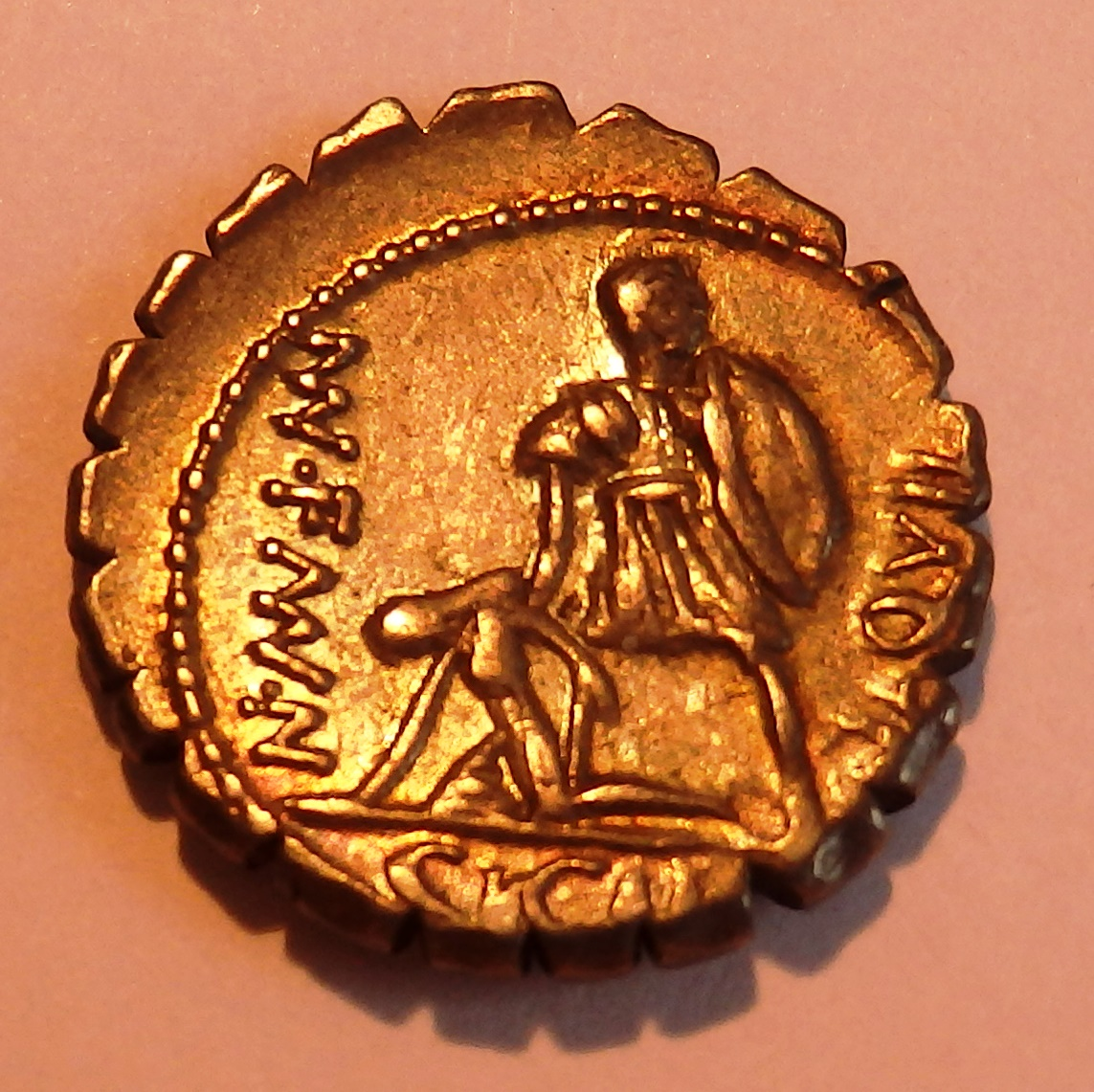
Gedenkprägung (Jahr 71 v. Chr.) auf die Niederschlagung des Sklavenaufstands 100 v. Chr., Albert 1303

104 v. Chr. beschloss der römische Senat, die Sklaven, die aus mit Rom verbündeten Ländern stammten, freizulassen. Sizilianische Sklavenhalter (domini) sabotierten die Maßnahmen, welche vom Proprätor Publius Licinius Nerva umgesetzt werden sollten, und kurze Zeit später begann der zweite große Sklavenaufstand in Sizilien. Er ähnelte sehr dem ersten:
Auch dieser Aufstand ging von zwei Gruppen aus, der des Athenion und der des Salvius (teilweise auch Tryphon genannt). Nachdem die Zahl ihrer Anhänger auf 30.000 angestiegen war, musste erneut das römische Heer eingreifen und konnte sie erst 101 v. Chr. unter der Führung des Konsuls Manius Aquillius stoppen.
Im Jahr 71 v. Chr. ließ ein Enkel des Konsuls Manius Aquilius als einer der Münzmeister des Jahres einen Denar prägen, der an die Niederschlagung des Zweiten Sklavenaufstands erinnert. Auf der Rückseite der Münze hilft ein Legionär der personifizierten Sizilia auf. Der Abschnitt der Münze zeigt die Aufschrift SICIL für Sizilien. Im Jahr 71 v. Chr. wurde der Dritte Sklavenkrieg von einem Konsul aus einer anderen Familie beendet. Es liegt deshalb nahe, dass die Prägung in einer durch starke Konkurrenz der senatorischen Familien gekennzeichneten Zeit auch an den 30 Jahre früheren Erfolg aus der Familie des Münzmeisters erinnern soll.

## Dritter Sklavenkrieg (Spartacus-Aufstand)

Anfängliche Bewegungen der römischen Streitkräfte und der aufständischen Sklaven nach der Revolte von Capua bis zum Winter 73 v. Chr.

Der bekannteste und für Rom gefährlichste Sklavenkrieg war die Revolte des Spartacus 73 v. Chr. Der Thraker Spartacus entfloh mit 78 anderen Gladiatoren aus einer Gladiatorenschule in Capua. Zu seinen Anhängern gehörten nicht nur Sklaven aus der Landwirtschaft, sondern auch verarmte und landlose Freie. Mit seinem (befreiten) Sklavenheer (angeblich bis zu 200.000 Mann) marschierte er nach Norden, um sie in ihre Heimat Gallien bzw. Thrakien zurückzuführen. Auf dem Weg dorthin besiegte er am Vesuv drei Legaten des Prätors Publius Varinius und schließlich auch diesen selbst. Nachdem die Sklaven zahlreiche weitere militärische Erfolge verzeichnet hatten – die beiden Konsuln des Jahres, Gnaeus Cornelius Lentulus Clodianus und Lucius Gellius Publicola, wurden geschlagen –, besiegten sie später auch den Prokonsul Gaius Cassius Longinus bei Mutina und wandten sich dann aus ungeklärten Gründen wieder nach Süden, um über Sizilien und später Brundisium per Schiff zu fliehen.
71 v. Chr. gelang es dem Prätor Licinius Crassus mit acht Legionen, Spartacus an der Südwestspitze Italiens einzukesseln. Spartacus bahnte sich zwar den Weg durch die feindlichen Linien, aber ein Teil des Heers, das sich von ihm getrennt hatte, wurde geschlagen und völlig aufgerieben. Spartacus selbst wurde von seinen Anhängern zur Schlacht in Lukanien gezwungen, in der er unterlag und fiel. 60.000 Sklaven wurden in der Schlacht getötet, die 6.000 Überlebenden wurden entlang der Via Appia zwischen Capua und Rom gekreuzigt. Der aus Spanien zurückkehrende Pompeius vernichtete daraufhin den letzten Rest des Sklavenheeres.